# José Alirio Contreras
José Alirio Contreras Vasquez (Mérida, 21 de marzo de 1978) es un ciclista profesional venezolano.

## Palmarés
2005
3° en General Vuelta a Santa Cruz de Mora  Venezuela
1° en Clasificación de la Montaña Vuelta a Venezuela  Venezuela
2006
3° en General Vuelta al Táchira  Venezuela
2008
1° en 7ª etapa Vuelta a Trujillo, Valera,  Venezuela
2° en General Vuelta a Trujillo,  Venezuela
1° en 6ª etapa Vuelta a Yacambu-Lara,  Venezuela
1° en 10.ª etapa Vuelta a Guatemala, Huehuetenango,  Guatemala
2009
7° en General Vuelta a Venezuela  Venezuela
1° en General Vuelta a Yacambu-Lara,  Venezuela
1° en 2ª etapa Vuelta a Santa Cruz de Mora,  Venezuela
1° en 10.ª etapa Vuelta a Guatemala,  Guatemala
2010
1º en 2ª etapa Vuelta a Bramón,  Venezuela
1° Campeonato de Venezuela de Ciclismo en Ruta Valera  Venezuela
1° en 8ª etapa Vuelta a Guatemala,  Guatemala
2012
1° en 3ª etapa Vuelta a Bramón  Venezuela
1° en 2ª etapa Vuelta a Santa Cruz de Mora  Venezuela
1° en General Vuelta a Santa Cruz de Mora  Venezuela
1º en 2ª etapa Clásico Ruta de la Victoria, Trujillo  Venezuela
1º en General Clásico Ruta de la Victoria,  Venezuela

## Equipos
- 2008  Gobernación del Zulia
- 2009  Gobernación del Zulia
- 2013  Lotería del Táchira
- 2014  Lotería del Táchira